# Cephalotes depressus
Cephalotes depressus is een mierensoort uit de onderfamilie van de Myrmicinae. De wetenschappelijke naam van de soort is voor het eerst geldig gepubliceerd in 1824 door Klug.